# Angraecum viguieri
Angraecum viguieri (возможные русские названия: Ангрекум Вигуера, или Ангрекум вигуйери) — вид многолетних травянистых растений из рода Ангрекум семейства Орхидные (Orchidaceae).

## Этимология
Назван в честь французского ботаника Вигуера.
Вид не имеет устоявшегося русского названия, в русскоязычных источниках используется научное название Angraecum viguieri.
Английское название — Viguier’s Angraecum.

## Биологическое описание
Моноподиальное растение средних-крупных размеров.
Цветущие экземпляры могут быть от 15 см до 1 метра высотой.
Листья узкие, плотные, кожистые.
Цветоносы короткие.
Цветок около 14 см в диаметре с длинной шпорой, окраска изменчива: лепестки и края губы могут быть различных оттенков зелёного, коричневого или оранжевого. Цветок является одним из самых красивых в роду. Аромат приятный, проявляется ночью.

## Ареал, экологические особенности
Эндемик Мадагаскара (центральный регион).
Эпифит в лесах на высотах от 7 до 2324 метров над уровнем моря. По другим данным произрастает на высотах около 900 метров над уровнем моря. Цветение в октябре-ноябре.
Некоторые находки:

Анциранана (2003 г.): 2324 метров над уровнем моря, широта 14º06’55"S, долгота 048º58’43"E

Туамасина (2003 г.): 7 метров над уровнем моря, широта 16º45’38"S, долгота 049º42’22"E

Туамасина (2008 г.): 1117 метров над уровнем моря, широта 18º51’22"S, долгота 048º19’22"E
Климат острова формируется юго-восточным пассатом и Южно-Индийским антициклоном.
Относится к числу охраняемых видов (II приложение CITES)

## В культуре
Как и большинство других представителей рода растёт медленно, в зависимости от условий формирует от 2 до 5 листьев в год.
Температурная группа — умеренная.
Посадка на блок или в корзинку для эпифитов с сосновой корой средней и крупной фракции. Субстрат не должен препятствовать движению воздуха.
Корни ангрекума Вигуера не переносят застоя воды.
Ярко выраженного периода покоя не имеет. В зимнее время полив немного сокращают. Частота полива в период вегетации должна быть подобрана таким образом, чтобы субстрат внутри горшка успевал почти полностью просохнуть, но не успел высохнуть полностью.

Относительная влажность воздуха 50-70 %.
Освещение: 15000 — 30000 Лк.
В культуре распространены формы с более яркими и крупными цветами, чем у растений обычно встречаемых в природе.

## Первичныегибриды(грексы)
Зарегистрированы RHS
- Angraecum Giryvig — Angcm. eburneum subsp. giryamae × Angcm. viguieri — Hillerman, 1986
- Angraecum Sesquivig — Angcm. viguieri × Angcm. sesquipedale — Castillon, 1988
- Angraecum Vigulena — Angcm. magdalenae × Angcm. viguieri — Hillerman, 1987

## Межродовыегибриды(грексы)
Зарегистрирован RHS
- Angranthes Grandivig — Aeranthes grandiflora × Angcm. viguieri — Hillerman, 1982